# نصرالله پژمان‌فر
نصرالله پژمان‌فر (زادهٔ ۹ اردیبهشت ۱۳۴۳ در تهران) نمایندهٔ دورهٔ نهم، دهم، یازدهم و دوازدهم مجلس شورای اسلامی و عضو کمیسیون فرهنگی مجلس شورای اسلامی از حوزهٔ انتخابیهٔ مشهد و کلات در استان خراسان رضوی است. وی از حیث سیاسی، عضو جبههٔ پایداری محسوب می‌شود.

## تولد و تحصیلات
پژمان فر در سال ۱۳۴۳ در شهر تهران متولد شد. در مقطع متوسطه هنرستان، در رشتهٔ مکانیک خودرو تحصیل کرد.
وی با وجود قبولی در کنکور از ادامه تحصیل در دانشگاه انصراف داد.
سپس وارد حوزه علمیه تهران شد و پس از چندی به حوزه علمیه خراسان مهاجرت نمود.
وی در مدرسه مجتهدی زیر نظر اساتیدی مانند عبدالکریم حق‌شناس و صادق شریعتمداری به تحصیل پرداخت. سپس در مدرسه برهان تحصیلات خود را ادامه داد. در شهر ری نیز از اساتیدی مانند سید محمد حجت کوه‌کمری استفاده کرد.

## فعالیت‌ها
وی پس از چند سال ادامه تحصیل در مشهد، همکاری خود را با جامعة المصطفی العالمیه (شعبه مشهد) آغاز کرد. در همین دوران نیز مدیریت مدرسه علمیه صدوقی را در شهر مشهد بر عهده داشت.
وی در سال ۱۳۸۸ به عنوان معاون آموزش و پژوهش مرکز مدیریت حوزهٔ علمیهٔ خراسان، فعالیت خود را آغاز کرد و دو سال بعد در انتخابات نهمین دوره مجلس شورای اسلامی از حوزهٔ مشهد و کلات نامزد شد و به مجلس راه یافت.
وی در این انتخابات با ۲۳۶٬۴۸۷ رأی، در بین تمام نامزدهای انتخاب شده دور اول، در جایگاه سوم قرار گرفت.

## اظهار نظر درباره آلودگی هوای تهران و فرزندآوری
بخش عمده آلودگی‌ها، به کیفیت بنزینی برمی گردد که درحال تولید است.صحبت‌هایی که از طرف مسئولان دولتی درباره مقصر بودن مردم منتشر شد، مضحک و توهین بود.انتظار می‌رود که مسئولان نسبت به این توهین از مردم عذرخواهی کنند. 
پژمان فر طی نشستی در قرارگاه مواسات خراسان رضوی بیان کرد《این فرهنگ اشتباه که فرزند کمتر مساوی با زندگی بهتر است هنوز در جامعه رواج دارد》همچنین گفت: باید به خانواده‌ها تاکید شود که برای زنان کاری مهم‌تر از مادر شدن وجود ندارد.

### تحریم جشنواره فجر
در سال ۱۳۹۸ به دنبال تحریم جشنواره فجر توسط هنرمندان نصرالله پژمان‌فر هنرمندان معترض را «تهدید» به ممنوع‌الکاری کرد، ازین رو حمید فرخ‌نژاد اعلام کرد که او نیز به رغم آن که اثری در این دوره جشنواره ندارد، آن را تحریم می‌کند. همچنین فرخ‌نژاد خطاب به نصرالله پژمان‌فر، نوشت: «در همصدایی با مردم عزادار و معترض ایران» و نیز «در جهت حمایت از همکاران» خود جشنواره فجر را تحریم می‌کند. «باشد که یاد بگیرید با اصحاب هنر با زبان زور و تهدید صحبت ننماید.»

## سوابق
- معاون آموزش و پژوهش حوزه علمیه خراسان
- معاون فرهنگی و تربیتی جامعة المصطفی العالمیه مشهد
- نماینده حوزه علمیه خراسان در بنیاد ملی نخبگان
- عضو شورای آموزش و پرورش استانداری خراسان رضوی
- عضو هیئت منصفهٔ مطبوعات مشهد
- عضو ستاد پیگیری مطالبات رهبری در موضوع تحول حوزه
- عضو نهاد رهبری در دانشگاه‌ها
- مدیر مدرسه علمیه صدوقی مشهد
- مشاور عالی مجتمع آموزش عالی وزارت نیرو و آبفای خراسان